# Copiapó (volcán)
El Copiapó, también conocido como Azufre, es un estratovolcán de la cordillera de los Andes, situado en la Región de Atacama (Chile). El volcán separa las dos partes en las que se divide el parque nacional Nevado Tres Cruces. En sus inmediaciones se encuentra el nevado Ojos del Salado.

## Santuario de altura
Tras el descubrimiento en el año 1954 de una momia en el cerro el Plomo, se produce una eclosión en la búsqueda arqueológica de alta montaña andina y son descubiertos una gran cantidad de sitios ceremoniales de altura en las elevadas montañas de nuestra cordillera. Es allí cuando el austríaco Matías Rebitsch, "realizando sus últimas expediciones", asciende algunas cumbres de la puna catamarqueña-atacameña, dentro de las que destacan el Peinado (5.740 m s. n. m.), Dos Conos (5.900 m s. n. m.) y el Azufre o Copiapó (6.080 m s. n. m.) En este viaje se confirma el hallazgo de algunos restos arqueológicos descritos por los primeros ascensionistas, los que elevarán al volcán Copiapó como una de las montañas sagradas dentro de la cultura inca.
Estos hallazgos han permitido al volcán Copiapó adquirir cierta fama dentro de los montañistas locales debido a su acceso directo y a que en su cumbre y cercanías se han encontrado vestigios de la presencia Inca, tal como una plataforma ceremonial embaldosada, restos de huesos calcinados de camélidos, carbón, pasto, plumas, pelo humano, trozos de spondylus (valva de las costas ecuatorianas, de gran valor para los incas), sogas vegetales, hojas de coca (elemento central en la religión incaica), charqui, vellones de vicuña, un ala de libélula, frutos de chañar, dos roedores, piedras elongadas, además de figurillas antropomorfas y zoomorfas en plata y spondylus en las ofrendas. Durante una excavación realizada en 1991 se descubrió otra estatuilla incaica en oro laminado.